# T.I.
Clifford Joseph Harris Jr. (psevdonim T.I.), ameriški raper in igralec. * 25. september 1980, Atlanta, Georgia, ZDA.